# Hermina Walch-Kaminski
Hermina Walch-Kaminski (n. 5 octombrie 1864, București, Principatele Unite Române – d. 19 mai 1946, București, România)  , promotoare a igienei sociale, preocupată în mod deosebit de medicina socială, fiind  prima femeie medic cu doctoratul obținut în țară.

## Biografie
Hermina Walch s-a născut la 5 octombrie 1869 la București, fiind fiica unui refugiat politic austriac, izgonit din țara sa din cauza ideilor sale revoluționare, și a soției acestuia, Charlotta.
Hermina Walch s-a căsătorit cu dr. Alexandru Kaminski, funcționar superior în Ministerul  Sănătății.  
A murit la 19 mai 1946, la București, la vârsta de 82 de ani.

## Educație
Făcând parte dintr-o familie de cultură ridicată aceasta  are parte de o bună educație, urmând studiile secundare la liceul „Mihai Viteazul"   și  „Sf. Sava", acolo unde este colegă și prietenă cu Iulia Hașdeu și Sarmiza Alimănișteanu. 
Bacalaureatul l-a trecut în septembrie 1883, după care se înscrie la două facultăți din București, cea de Științe și cea de Medicină. Astfel, Hermina Walch-Kaminski devine  prima femeie româncă absolventă a două facultăți, în anul 1886, respectiv 1887. În  anul 1890 obține titlul de doctor în medicină cu o teză amplă, în care își valorifică și experiența didactică: „Studiu asupra stării higienice a Școlilor publice din București”, acesta fiind primul titlu de doctor acordat unei femei în România.Hermina Walch a fost , după câte știm, prima femeie de la noi care a absolvit două facultăți, cea de științe și cea de medicină.

## Absolvente ale Facultății de medicină din București
Lista primelor 9 absolvente ale Facultății de medicină din București, cu menționarea anului în care au obținut titlul de doctor:
- Hermina Walch (1890)
- Olga Tulbure (1893)
- Cornelia Chernbach (1893)
- Ecaterina Arbore (1896)
- Elena Proca (1897)
- Lucreția Sion-Moscuna (1898)
- Virgina Alexandrescu (1899
- Roza König (1900)
- Elena Manicatide (1900)[3]

## Activitate profesională
A deținut mai multe funcții: în anul 1897 devine medic al Fabricii de tutun și chibrituri, ocupându-se de un număr mare de femei muncitoare, predecesoarea ei fiind Maria Cuțarida. Participă, în anul 1907, la Congresul internațional de igienă și demografie de la Berlin. Cultivându-și în continuare interesul pe care îl are față de problematica igienei, interes amplu explorat și în teza de doctorat, devine inspectoare sanitară a Școlii de fete din București și membră în diferite comisii medico-școlare. Când s-a creat, în 1913, Școala de Infirmiere de Stat, Hermina Walch-Kaminski este numită directoare, în dubla sa calitate, de medic și profesor.  În anul 1916 devine și directoare a Spitalului Militar nr.116 din București, obținând gradul de maior. După încheierea războiului aceasta ocupă postul de directoare a unei școli de infirmiere, care funcționa în cadrul spitalelor Colțea și Colentina.A fost, totodată, membră fondatoare a Societății pentru profilaxia tuberculozei și a activat ca membru în conducerea societății Crucea Roșie.

## Lucrări publicate
Lucrările Herminei Walch-Kaminski sunt numeroase, temele abordate fiind în special igiena, medicina școlară și învățământul. 
Între acestea se numără:
- Rolul femeii in higiena casnică (1900)
- Influența mobilierului școlar asupra deviațiunior coloanei vertebrale (1908)
- Miopia în școalele secundare de fete (1909)
- Mijloacele educative (1909)
- Cîteva cuvinte despre examenul de absolvire (1910)

Totodată, s-a axat și pe scrieri despre alimentația rațională, combaterea surmenajului în școli, primul ajutor, o lucrare important de menționat fiind un volum de 400 de pagini, unde a cuprins conferințele de educație sanitară ținute voluntar la Crucea Roșie. Fiind si o mare iubitoare de animale, în conferința ținuta de ea "Inteligența și sentimentele la animale", care avea mai apoi sa fie publicată, a discutat despre psihologia animalelor, stabilindu-si astfel titlul de precursoare pe aceasta tematică, la noi în țară. Prin prisma feeriei dramatizate    ,,Viorel și Viorica" (1923) și a altor lucrări, ea este considerata și o autoare cazională a unor încercări literare destinate copiilor.